# مقاطعة ساري
مقاطعة ساري (مازندران) (بالفارسية: شهرستان ساری) هي منطقة سكنية في إيران وتقع في مازندران يقدر عدد السكان في
مقاطعة ساري، بـ 436,968 نسمة ومساحتها 3,685.30 كم2 .